# Rainer Rückert
Rainer Rückert (* 7. Juni 1931 in Neisse, Provinz Oberschlesien; † 27. November 2022) war ein deutscher Kunsthistoriker und Landeskonservator.

## Werdegang
Rainer Rückert besuchte von 1941 bis 1951 das humanistische Gymnasium in Wiesbaden. Anschließend studierte er ab dem Sommersemester 1951 Kunstgeschichte und Archäologie an der Universität Frankfurt. Dort wurde er 1956 bei Harald Keller promoviert. Anschließend war er am Museum für Kunst und Gewerbe in Hamburg tätig. Von 1960 bis zu seinem Ruhestand 1993 war er als Konservator am Bayerischen Nationalmuseum in München tätig und war dort für die Bereiche Keramik und Glas verantwortlich.
Insbesondere publizierte er zur Geschichte des Meißner Porzellans. Er war auch für das museale Konzept der 1971 eröffneten Ausstellung der Meißener Porzellan-Sammlung Stiftung Ernst Schneider in Schloss Lustheim verantwortlich.

## Veröffentlichungen (Auswahl)
- Die Typen der metallenen Reliquienhäupter des Mittelalters. Beiträge zu den italienischen Beispielen. Dissertation Universität Frankfurt 1956.
  - Teildruck: Zur Form der byzantinischen Reliquiare. In: Münchner Jahrbuch der bildenden Kunst Folge 3, 1957, S. 7–36 (auch separat mit Lebenslauf).
- Majolika (= Bilderhefte des Museums für Kunst und Gewerbe Hamburg 2). Hamburg 1960.
- Franz Anton Bustelli. Hirmer, München 1963.
- Meissener Porzellan 1710–1810. Ausstellung im Bayerischen Nationalmuseum München. Hirmer, München 1966.
- Schloss Lustheim. Meissener Porzellan-Sammlung, Stiftung Ernst Schneider. Bayerisches Nationalmuseum, München 1972 (weitere Auflagen 1976, 1977, 1985).
- Biographische Daten der Meissener Manufakturisten des 18. Jahrhunderts (Katalog der Meißener Porzellan-Sammlung Stiftung Ernst Schneider, Schloß Lustheim, Oberschleißheim vor München, Zweigmuseum des Bayerischen Nationalmuseums München, Beiband). Bayererisches Nationalmuseum, München 1990, ISBN 3-925058-13-3.
- Die Glassammlung des Bayerischen Nationalmuseums München. 2 Bände, Hirmer, München 1982, ISBN 3-7774-3400-0.
- Der Hofnarr Joseph Fröhlich 1694–1757. Taschenspieler und Spaßmacher am Hofe Augusts des Starken. Edition Volker Huber, Offenbach 1998, ISBN 3-921785-72-3.